# 威尔逊环形山
威尔逊环形山（Wilson）是月球正面南极区一座古老的大撞击坑，约形成于45.5-39.2亿年前的前酒海纪，其名称取自苏格兰天文学家亚历山大·威尔逊（Alexander Wilson，1714年-1786年）和物理学家查尔斯·汤姆森·里斯·威尔逊（1869年-1959年），以及美国天文学家拉尔夫·埃尔默·威尔逊（Ralph Elmer Wilson，1886年-1960年），1935年国际天文学联合会批准接受。

## 描述
该陨坑位于巨大的环壁平原克拉维斯环形山的西南，西北则与略大的基歇尔环形山相接壤，另一座环壁平原-克拉普罗特环形山位于它的东面，东南则横亘了卡萨屠斯环形山。该陨坑中心月面坐标为69°20′S 42°50′W / 69.33°S 42.83°W，直径66.6公里，深度2.74公里。
威尔逊环形山呈不规则多边形状，外侧壁已严重侵蚀，现已形成一圈环坑底的嶙峋山脊，上面覆盖了一系列大小不同的撞击坑。坑壁平均高出周边地形1260米，内部容积约为3876立方千米。坑内地表大体平坦，显示有一些小陨坑，其中靠东南内壁有一座较醒目的碗状坑，而西南偏西则分布了一串小链坑。

## 卫星陨石坑
按惯例，最靠近威尔逊环形山的卫星坑将在月图上以字母标注在该坑的中心点旁。

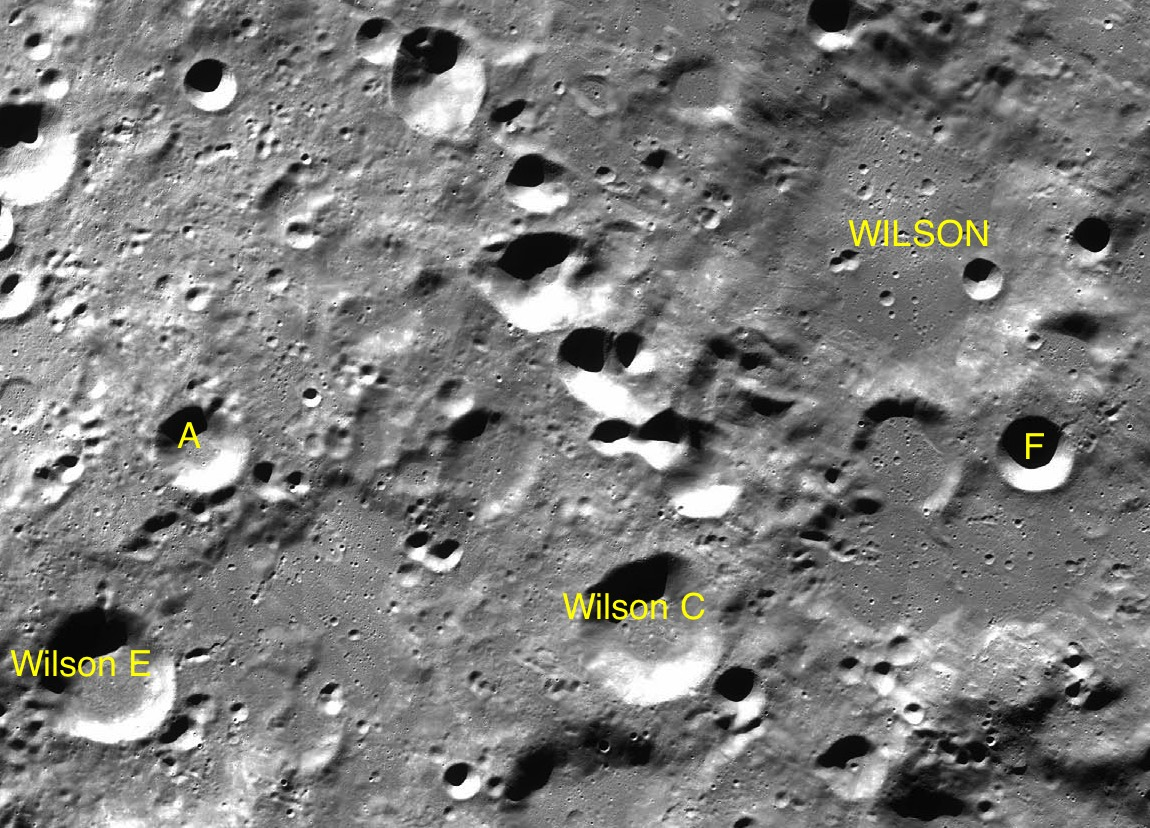
LAC-136 区域图

| 威尔逊 | 纬度    | 经度    | 直径    |
| ------ | ------- | ------- | ------- |
| A      | 71.3° S | 53.5° W | 15 公里 |
| C      | 71.9° S | 45.1° W | 26 公里 |
| E      | 72.5° S | 55.0° W | 24 公里 |
| F      | 70.4° S | 39.3° W | 13 公里 |

## 另请参阅
- Andersson, L. E.; Whitaker, E. A. . NASA RP-1097. 1982.
- Blue, Jennifer. . USGS. July 25, 2007  [2007-08-05]. （原始内容存档于2013-02-13）.
- Bussey, B.; Spudis, P. . New York: Cambridge University Press. 2004. ISBN 978-0-521-81528-4.
- Cocks, Elijah E.; Cocks, Josiah C. . Tudor Publishers. 1995. ISBN 978-0-936389-27-1.
- McDowell, Jonathan. . Jonathan's Space Report. July 15, 2007  [2007-10-24]. （原始内容存档于2018-12-25）.
- Menzel, D. H.; Minnaert, M.; Levin, B.; Dollfus, A.; Bell, B. . Space Science Reviews. 1971, 12 (2): 136–186. Bibcode:1971SSRv...12..136M. doi:10.1007/BF00171763.
- Moore, Patrick. . Sterling Publishing Co. 2001. ISBN 978-0-304-35469-6.
- Price, Fred W. . Cambridge University Press. 1988. ISBN 978-0-521-33500-3.
- Rükl, Antonín. . Kalmbach Books. 1990. ISBN 978-0-913135-17-4.
- Webb, Rev. T. W.  6th revised. Dover. 1962. ISBN 978-0-486-20917-3.
- Whitaker, Ewen A. . Cambridge University Press. 1999. ISBN 978-0-521-62248-6.
- Wlasuk, Peter T. . Springer. 2000. ISBN 978-1-85233-193-1.